# Entente de Collo
El ES Collo (en árabe: وفاق رياضي القل‎) es un equipo de fútbol de Argelia que juega en el Championnat National de Football Amateur, la tercera liga de fútbol más importante del país.

## Historia
Fue fundado en el año 1966 en la ciudad de Collo tras la fusión de los equipos locales JS Colliotte y CO Colliotte con el nombre L'Entente Sportive Colliotte.
En 1976 cambiaron su nombre por el de WFK Collo y formó parte de la Entreprise de Liège et du Bois de Collo, obteniendo el ascenso al Championnat National de Première Division, la liga de fútbol más importante de Argelia en 1980, terminando en el lugar 10 en su año de debut. La temporada 1984/85 ha sido la más exitosa para el club, ya que terminaron en tercer lugar en la liga, solamente 5 puntos por debajo del JE Tizi-Ouzou, el campeón de la temporada.
Su logro más importante ha sido alcanzar la final de la Copa de Argelia en 1986, la cual perdieron 0-1 ante el JE Tizi-Ouzou, aunque como el campeón iba a jugar en la Copa Africana de Clubes Campeones 1987 por ser el campeón de liga, el WFK Collo clasificó para su primer torneo internacional, la Recopa Africana 1987, en la cual fueron eliminados en la segunda ronda por el FAR Rabat de Marruecos.
La última temporada del club en la máxima categoría ha sido la de 1988/89.

## Palmarés
- Copa de Argelia: 0
  - Finalista: 1

1985/86

## Participación en competiciones de la CAF
| Temporada | Torneo          | Ronda | Club      | Casa  | Visita | Global |
| --------- | --------------- | ----- | --------- | ----- | ------ | ------ |
| 1987      | Recopa Africana | 1     | SC Bafatá | w.o.1 | w.o.1  | w.o.1  |
| 1987      | Recopa Africana | 2     | FAR Rabat | 3-2   | 1-5    | 4-7    |

1- El SC Bafatá abandonó el torneo.